# Antonio Lang
Antonio Maurice Lang (Mobile, 15 maggio 1972) è un ex cestista e allenatore di pallacanestro statunitense, professionista nella NBA, in Giappone e in Brasile.

## Carriera
È stato selezionato dai Phoenix Suns al secondo giro del Draft NBA 1994 (29ª scelta assoluta).
Con gli Stati Uniti ha disputato le Universiadi di Buffalo 1993.

## Palmarès

### Giocatore
- 2 volte campione NCAA (1991, 1992)
- All-CBA Second Team (1998)